# HF ÅIFK
Handbollsföreningen ÅIFK (HF ÅIFK) är en av grenföreningarna inom Centralföreningen  ÅIFK  i Åbo stad i landskapet Egentliga Finland i Finland. Föreningens språk är svenska, och lagets smeknamn är Kanariefåglarna.
Handbollslaget var tidigare en av sektionerna inom Idrottsföreningen Kamraterna i Åbo (Åbo IFK), och omvandlades okänt årtal till en av grenföreningarna i paraplyföreningen,  Centralföreningen ÅIFK. Handbollslaget spelar sina hemmamatcher på hemmaplanen Samppalinna bollhall.

## HF ÅIFK:s sektioner
Handbollsföreningen omfattar följande fyra sektioner:
- Herrar
- Damer
- Juniorer
- Oldboys

## Historik
Idrottsföreningen Kamraterna i Åbo har en lång historia. Moderföreningen bildades 1908 och verksamheten har genom tiderna varit mångsidig. Handbollssektionen startades någon gång i början på 1940-talet. Säsongen 1944/1945 gick HF Åbo IFK upp i högsta handbollsserien i Finland för första gången och har varit ett stabilt lag där allt sedan dess.  Under alla dessa år har herrarnas representationslag aldrig kammat hem någon medalj, men fyra gånger har herrlaget slutat på fjärde plats. Old boys-laget har däremot vunnit ett flertal FM-medaljer, varav guldet två gånger, 1976 och 2013. 

Inför säsongen 2010/2011 gick HF ÅIFK:s representationslag för herrar ihop med HC Fenix.      
Damerna klev upp i FM-serien säsongen 1978/1979 och hade en glanstid i slutet av 1980-talet med tre guld-, en silver- och två bronsmedaljer samt matcher i damernas Europa Cup. HF ÅIFK:s damlag spelar fortfarande i dag (säsongen 2014/2015) i högsta handbollsserien för damer i Finland. 
Juniorverksamheten har i långliga tider varit föreningens flaggskepp. Både pojkar och flickor har spelat för föreningen under flera tiotal år.  Ett bevis på det starka juniorarbetet var A-pojkarnas tre raka guld mellan åren 1998 och 2001. Det senaste finländska mästerskapet för juniorer kammade flickorna hem säsongen 2006/2007 i A-flickserien.